# O Lendário Tio Liceu e os Ngola Ritmos
O Lendário Tio Liceu e os Ngola Ritmos ist ein portugiesisch-angolanischer Dokumentarfilm über den angolanischen Musiker Carlos Aniceto Vieira Dias, der unter seinem Künstlernamen Tio Liceu (auch Liceu Vieira Dias) und mit seiner Band Ngola Ritmos in Angola Musikgeschichte schrieb.

## Handlung
Seit Ende der 1940er Jahre tritt der unter seinem Pseudonym Tio Liceu bekannte Musiker öffentlich auf und gilt heute als ein Urvater der modernen populären Musik in Angola. Auch seine Erfahrungen mit portugiesischen und angolanischen Musikerkollegen, aber auch mit der Portugiesischen Kolonialverwaltung und sein Engagement u. a. bei der Gründung der MPLA und seine Haft in dem Zusammenhang werden thematisiert. Der Film erzählt seine Geschichte anhand von Originalaufnahmen und -fotos, und Aussagen von Fachleuten und Weggefährten.

## Rezeption
Der Film gehört zu einer Reihe von Dokumentarfilmen des Regisseurs über populäre Musik der verschiedenen Epochen in Angola und erhielt einige Aufmerksamkeit dort. So wurde er beim Filmfestival Festival Internacional de Cinema Luanda 2010 ausgezeichnet.
Die Dokumentation lief 2009 und 2010 auf weiteren Filmfestivals, u. a. dem IndieLisboa, dem Lissabonner Filmfestival für Dokumentarfilme.
Der vom öffentlich-rechtlichen Fernsehen Portugals (RTP) mitproduzierte Film wurde wiederholt in ihren Programmen gezeigt und erschien 2011 bei ZON/Lusomundo als DVD.